# Porpita
Porpita is een geslacht van neteldieren uit de familie van de Porpitidae.

## Soorten
- Porpita porpita (Linnaeus, 1758)
- Porpita prunella (Haeckel, 1888)